# Zonsverduistering van 12 november 1966

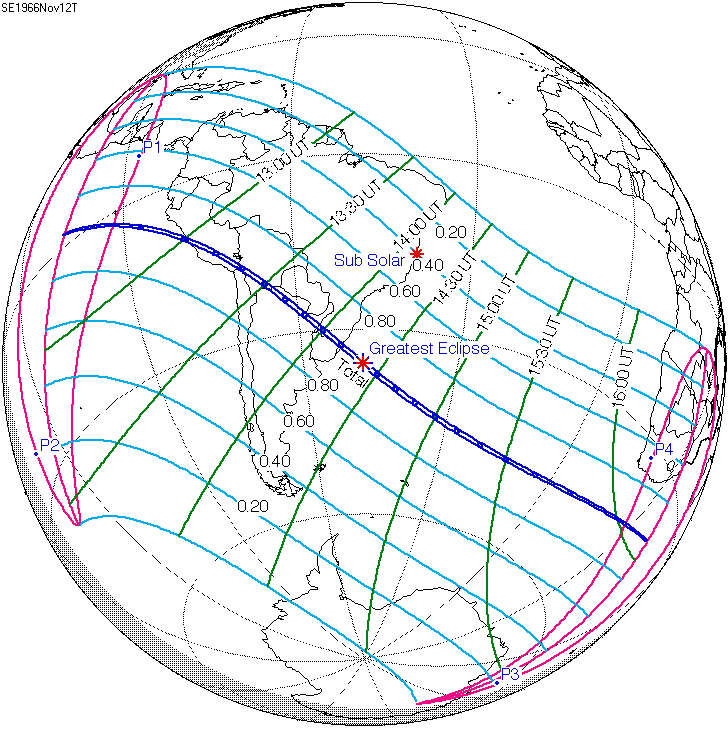
De zonsverduistering was te zien tussen de blauwe lijnen.

De totale zonsverduistering van 12 november 1966 trok veel over zee, maar was achtereenvolgens te zien in deze zes landen: Peru, Bolivia, Chili, Argentinië, Paraguay en Brazilië.

## Lengte

### Maximum
Het punt met maximale totaliteit lag op zee ver van enig land bij coördinatenpunt 35.6201° Zuid / 48.1542° West en duurde 1m57,2s.

### Limieten
| Fenomeen                    | Code | Tijdstip UTC |
| --------------------------- | ---- | ------------ |
| Eerste contact bijschaduw   | P1   | 11:42:52.8   |
| Eerste contact kernschaduw  | U1   | 12:42:30.2   |
| Kernschaduw compleet vanaf  | U2   | 12:42:57.2   |
| Bijschaduw compleet vanaf   | P2   | 13:49:36.1   |
| Maximum eclips              | GE   | 14:22:50.7   |
| Bijschaduw compleet t/m     | P3   | 14:55:45.0   |
| Kernschaduw compleet t/m    | U3   | 16:02:38.1   |
| Laatste contact kernschaduw | U4   | 16:03:00.6   |
| Laatste contact bijschaduw  | P4   | 17:02:47.6   |